# Associação Cultural Beneficente Desportiva Rio Claro
A Associação Cultural Beneficente Cultural Desportiva Rio Claro é uma instituição Nipo-Brasileira que conta com as atividades de judô, basquete e vôlei e recebe o nome fantasia de ACBD/Rio Claro ou simplesmente Rio Claro da cidade paulista de Rio Claro.

## Judô
A equipe tem alto rendimento no judô, com grandes vitórias.

## Vôlei
A equipe também tem uma equipe de vôlei, já foi campeão da Liga Nacional de Voleibol Masculino em 2013.

### Títulos
Nacionais 
- Liga Nacional de Voleibol Masculino: 2013.